# Scaphosepalum panduratum
Scaphosepalum panduratum är en orkidéart som beskrevs av Carlyle August Luer och Rodrigo Escobar. Scaphosepalum panduratum ingår i släktet Scaphosepalum och familjen orkidéer. Inga underarter finns listade i Catalogue of Life.